# Magas aranyvessző
A magas aranyvessző vagy késői, illetve kései aranyvessző (Solidago gigantea) az őszirózsafélék családjának őszirózsaformák alcsaládjába tartozó aranyvessző (Solidago) növénynemzetség egyik faja, virágos, évelő gyógynövény.
Egyéb elnevezései: észak mimózája, jágerkender, magyarmimóza, nyárimimóza, semfűsemfa, vadmimóza.

## Elterjedése, élőhelye
A legtöbb aranyvesszőhöz hasonlóan ez is Észak-Amerikában honos; onnan hozták át Európába dísznövénynek kertekbe, parkokba. Azóta számos termőhelyen, így Magyarországon is kivadult: a Dunántúlon közönséges gyom, de Somogy, Zala és Vas vármegyében különösen gyakori. A magas aranyvessző az Egyesült Államokban általánosan elterjedt, elsősorban ártereken fordul elő. Észak-Amerika keleti partvidékén problémákat okozó gyomosító faj. Európában is főként az ártéri területeken található meg, de mára a szárazabb gyepeken is tömeges és természetvédelmi problémákat okoz.

## Megjelenése, felépítése
50–220 cm magas, kúszó gyöktörzses évelő. Felálló szára csak a virágzatban elágazó, a fölső része szőrös. Levelei mintegy 10 cm hosszúak, szórtan állnak a száron, lándzsásak, hosszúkásak, a szélük alul ép, a kihegyezett levélcsúcs felé fűrészes. A mintegy 5 mm-es, sárga fészkek sűrűn, az ívesen hátragörbülő, bugás fürtvirágzatok egyik oldalán nyílnak. A fészek szélén növő nyelves virágai alig hosszabbak a csöveseknél, a szirmok összenőttek. A termése kaszat.

## Életmódja, termesztése
A nemzetség egyéb tagjaihoz hasonlóan meglehetősen igénytelen, a gondozatlan kertekben, parkokban is jól megél, de leginkább a nedves–vizenyős termőhelyeken. Kivadulva az ártereken, liget- és láperdők, mocsarak növénye. Enyhén mészkerülő. Június–október között virágzik.

## Felhasználása
Dísznövényként ültetik kertekbe, parkokba.
Gyógynövényként is felhasználják: drogja jobb minőségű és több hatóanyagot tartalmaz, mint a Magyarországon őshonos közönséges aranyvesszőé. Virága a drog (Solidaginis herba); virágzatát többnyire júniusban, a virágzás kezdetén gyűjtik, hogy a szárítás során bekövetkező termésérés minél kevésbé következzen be. 4 kg friss növényi részből lesz 1 kg száraz anyag, melynek bezsákolásánál a belélegzett szőrbóbiták nyálkahártya- és fogínygyulladást okozhatnak az arra érzékenyeknél, így csomagolás közben érdemes védeni a szemet, az orrot és a szájat. A drog hatóanyagait és jelenkori felhasználását (a rokon fajokéval együtt) a nemzetség leírásánál ismertetjük.
Az aranyvesszőfajok kaszattermését Észak-Amerikában az indiánok fogyasztották.